# Jean George Grebe
Jean George Grebe jr. (Rotterdam, 20 december 1803 – Schoonhoven, 22 september 1862) was een Nederlands zilversmid.

## Leven en werk
Grebe was een zoon van Jean George Grebe sr. (1778-1865) en Cornelia Maria Knuijstingh (1782-1837). Zijn grootvader van moederskant, Cornelis Knuijstingh, was zilversmid in Rotterdam. Grebe sr. was goud- en zilverkashouder aan de Hoogstraat, in 1861 verkocht hij zijn nering. Grebe jr. werd opgeleid in de edelsmeedkunst. Hij trouwde in 1830 met Maria Johanna Pieternella van den Broek en in 1853 met Francina Snoeck.
Vanaf 1843 dreef Grebe met zilversmid Leendert Glazener een firma onder de naam "Grebe en Glazener". Zij waren onder meer verantwoordelijk voor de zilveren sloten van de nieuwe Statenbijbel (1849) van de Rotterdamse Zuiderkerk. Grebe vervaardigde daarnaast vaatwerk, tabaksdozen, inktstellen, bestek en ander zilverwerk. Voorbeelden van zijn werk zijn een boekomslag voor de Steigerse Kerk (1846) en een vaas, beschikbaar gesteld door prins Willem als prijs in een zeilwedstrijd (1847). In 1849 ging hij zelfstandig verder, met een nieuw atelier aan de Lombardstraat. Later verhuisde hij naar de zilverstad Schoonhoven. Naast eigen werk maakte Grebe ook ontwerpen voor de firma Grebe en Knuijstingh, de zaak van zijn vader.
Grebe deed mee aan de wereldtentoonstellingen Great Exhibition in Londen (1851) en de Exhibition of the Industry of All Nations in New York (1853-1854). Bij de laatste won hij een zilveren medaille voor zijn "meesterlijk bewerkten zilveren beker". Hij toonde deze beker ook op de Exposition Universelle in Parijs (1855).
Grebe overleed in Schoonhoven op 58-jarige leeftijd.

## Werken

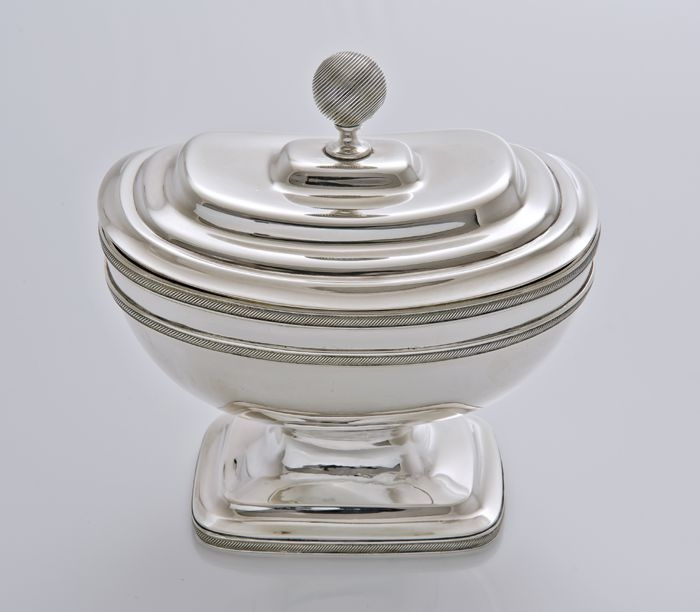
Zilveren tabaksdoos met los deksel van (1839)
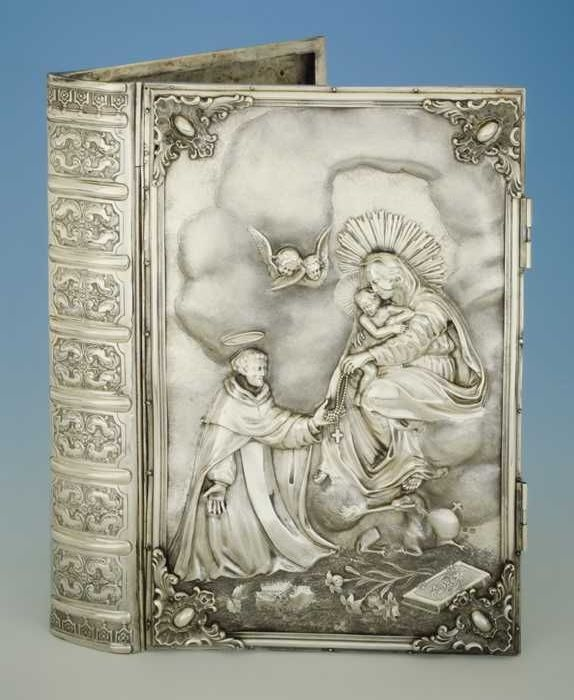
Zilveren boekomslag uit 1846
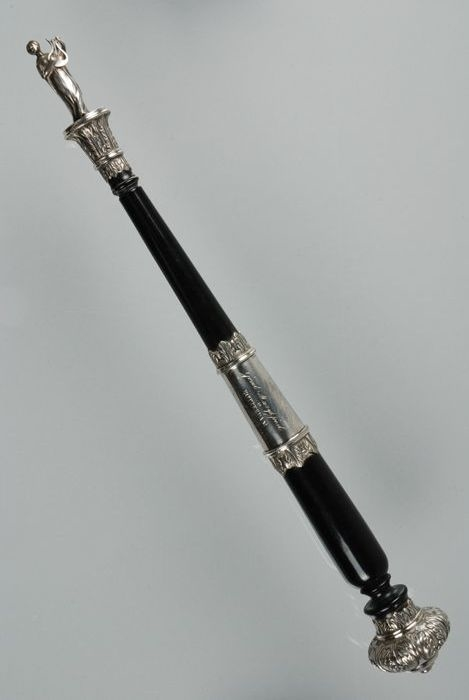
Ebbenhouten dirigeerstok met zilverbeslag en muze (1854)

## Werk in openbare collecties (selectie)
- Maritiem Museum Rotterdam
- Museum Arnhem
- Museum Boijmans Van Beuningen
- Museum Rotterdam

- Biografisch Portaal: 89572031
- RKD-Nederlands Instituut voor Kunstgeschiedenis: 358524
- Union List of Artist Names: 500054028
- Virtual International Authority File: 96040321